# Tree Fu Tom
Tree Fu Tom es un programa de televisión de animación por computadora e imagen real para niños transmitida por CBeebies.

## Sinopsis
En cada episodio, Tom sale de la puerta trasera de su casa, se pone un cinturón mágico de poder, y corre a través de su césped en el patio trasero de su casa. En él se encuentra el árbol de Treetopolis, protegido por un escudo mágico. Usa el cinturón de poder y salta, se reduce de tamaño al de los insectos mientras vuela hacia el árbol, y entra en el mundo de Treetopolis, donde tiene aventuras. Él es experto en la magia de ese mundo y a menudo recibe conocimientos. La Savia del árbol es la magia de treetopolis y se muestra como un líquido mágico de color naranja brillante. A veces se tiene que recurrir a la "Magia Mundial" de la ayuda mágica: le dice a la audiencia que lo ayuden a hacer determinados movimientos para que le envien la magia y luego decir la palabra "Super Poderes". La magia se muestra como un gran destello color amarillo que aparece en torno a la cámara y que vuela hacia Tom, el lo recoge en sus brazos y lo utiliza para cualquier cosa que necesite solucionar. Los movimientos de baile que el público realiza junto a tom, son especialmente benéficos para el desarrollo de los niños con dispraxia.
El escenario incluye animales e insectos mágicos.
Al final de cada episodio tom se despide de sus amigos de treetopolis, vuela hacia arriba y fuera del campo de la magia del árbol, vuelve a su tamaño real de un niño de 9 años, sale corriendo en su patio trasero, saltando por encima de una bicicleta que está tumbada en el césped, hasta que llega a la puerta trasera de su casa y finalmente se mete.

## Personajes

### Treelings
- Thomas Lynn "Tom" Mendez:[1] Tom es el protagonista de la serie, un niño de 9 años que gracias a su cinturón especial y a sus movimientos Tree Fu consigue transformarse en un súper héroe del tamaño de un insecto. Ejerciendo de héroe, el pequeño se involucra en sorprendentes aventuras que siempre conllevan a una situación o problema que tan solo él puede resolver.
- Twigs:[2] Es el mejor amigo de Tom, un pequeño duende bellota que tiene vida propia, tiene un gorro en forma de cáscara de bellota, es muy amigable y gracioso y aunque suena extraño le tiene miedo a la jalea. Él es el mejor amigo de Tom y cuando siente que está en peligro se convierte en una bellota.
- Catherine: Es una niña de 7 años que le gusta dibujar, ella está enamorada de Tom. Ella es muy amigable y amable, pero un poco mimada y mandona todo el tiempo.
- Ariela: Ariela es una mariposa que actúa como una auténtica vaquera. Las tareas de un rancho son definitivamente su punto fuerte. Le gusta ayudar a los demás, tiene una granja de insectos y es muy valiente.
- Zigzoo: Es una rana de árbol verde muy graciosa que le gusta inventar y construir cosas para ayudar a sus amigos a solucionar situaciones de riesgo, aunque algunas veces sus inventos terminan destruyéndose o saliéndose de control. Es el inventor oficial de Treetópolis.
- Squirtum (Escuertom en España): Es una cochinilla con grandes ideas, es muy alegre y divertida, le gusta ayudar a los demás y dar consejos, le tiene miedo a la obscuridad y nunca deja solos a sus amigos.
- Rickety McGlum: Rickety es una viejita, dulce y solitaria araña que reside en Treetópolis. Al principio todos le tenían temor, pero descubrieron que es apasible y de buen corazón. Es muy amiga de Tom y de todos los demás personajes.
- Treetog:[3] Sin duda alguna, Treetog es la líder de Treetópolis, una encantadora maestra de escuela que imparte clases a Tom y a los demás pequeños de la ciudad.Ella es maestra y le ensaña a Tom y los demás algunos trucos de magia.

### Mushas
Los hermanos Stinky y Puffy son los antagonistas más problemáticos de la serie. Son
conocidos por los demás habitantes de Treetópolis como "los mushas".
- Puffy: Es una seta venenosa buscapleitos a la que le gusta causar problemas y arruinar las cosas.
- Stink: Es otra seta venenosa hermano de Puffy, al cual también le gusta causar problemas junto a su hermana.

En el episodio 19, Stink se vuelve bueno y con Puffy en el 20.

## Episodios
Anexo: Episodios de Tree Fu Tom
| Temporada | Temporada | Episodios | Estados Unidos      | Estados Unidos     | Hispanoamérica      | Hispanoamérica     |
| Temporada | Temporada | Episodios | Inicio de temporada | Final de temporada | Inicio de temporada | Final de temporada |
| --------- | --------- | --------- | ------------------- | ------------------ | ------------------- | ------------------ |
|           | 1         | 26        | 2012                | 2012               | 1 de julio de 2013  | 2014               |
|           | 2         | 26        | 2014                | TBA                | 2014                | TBA                |